# Xã Connor, Quận Slope, Bắc Dakota
Xã Connor (tiếng Anh: Connor Township) là một xã thuộc quận Slope, tiểu bang Bắc Dakota, Hoa Kỳ. Năm 2010, dân số của xã này là 30 người.